# Choices II: The Setup
Choices II: The Setup é o sétimo álbum de estúdio do grupo hip hop americano Three 6 Mafia. O álbum foi lançado em 29 de março de 2005, pela Sony Records. O CD é a trilha sonora para o filme em DVD com o qual é embalado. Ele vendeu mais de 400.000 cópias nos Estados Unidos.

## Lista de músicas
| N.º | Título                                                                       | Duração |  |
| 1.  | "Intro"                                                                      | 1:06    |  |
| 2.  | "Who da Fuck You Playin' Wit?" (featuring Lil Wyte & Frayser Boy)            | 4:48    |  |
| 3.  | "Yeah I Rob" (featuring Mr. Bigg)                                            | 4:42    |  |
| 4.  | "P.I.M.P." (featuring Lil Wyte & Frayser Boy)                                | 4:44    |  |
| 5.  | "Skit"                                                                       | 0:57    |  |
| 6.  | "It's Whateva Wit Us" (featuring D-Roc of the Ying Yang Twins & Youngbloodz) | 5:41    |  |
| 7.  | "Pass Dat Shit" (featuring Lil Wyte & Frayser Boy)                           | 5:19    |  |
| 8.  | "Squeeze It" (featuring Lil Wyte & Frayser Boy)                              | 3:47    |  |
| 9.  | "Official Crunk Junt" (featuring Lil Wyte & Frayser Boy)                     | 4:26    |  |
| 10. | "Who I Is" (featuring Lil Wyte & Trillville)                                 | 4:49    |  |
| 11. | "Skit 2"                                                                     | 0:43    |  |
| 12. | "Shoot Up da Club" (featuring Lil Wyte & Frayser Boy)                        | 4:41    |  |
| 13. | "Stanky Stanky" (featuring Lil Wyte & Frayser Boy)                           | 2:48    |  |
| 14. | "One Hitta Quitta" (featuring Lil Wyte & Frayser Boy)                        | 5:05    |  |
| 15. | "Gettin Real Buck" (featuring Lil Wyte)                                      | 2:41    |  |
| 16. | "I Sho Will (Intro)"                                                         | 0:09    |  |
| 17. | "I Sho Will (Remix)" (Lil Wyte featuring Lil Flip)                           | 4:42    |  |
| 18. | "Skit 3"                                                                     | 0:47    |  |
| 19. | "Posse Song" (featuring Lil Wyte & Frayser Boy)                              | 3:31    |  |
| 20. | "Outro"                                                                      | 3:06    |  |